# Фінал клубного чемпіонату світу з футболу 2014
Фінал Клубного чемпіонату світу з футболу 2014 — фінальний матч Клубного чемпіонату світу з футболу 2014 року, футбольного турніру для клубів-чемпіонів кожної з шести конфередераций ФІФА та чемпіона країни-господарки турніру.
Фінал був розіграний між іспанським клубом «Реал Мадрид», переможцем Ліги чемпіонів УЄФА 2013/14, і аргентинським «Сан-Лоренсо», переможцем Кубка Лібертадорес 2014. Він був зіграний у місті Марракеш, Марокко на однойменному стадіоні 20 грудня 2014 року.

## Перед матчем
«Реал Мадрид» отримав право брати участь в турнірі як переможець Ліги чемпіонів УЄФА 2013/2014, після перемоги над мадридським «Атлетіко у фіналі. «Реал» взяв участь у турнірі другий раз. Він вийшов у фінал після перемоги над мексиканским «Крус Асуль» в півфіналі.
«Сан-Лоренсо» отримав право брати участь в турнірі як переможець Кубка Лібертадорес 2014, після перемоги в двоматчевому протистоянні над парагвайським ««Насьйоналем» (Асунсьйон) у фіналі. «Сан-Лоренсо» брав участь у турнірі перший раз. Він вийшов у фінал після перемоги над новозеландським «Окленд Сіті» в півфіналі.

## Шлях до фіналу
| Реал Мадрид                                                   | Команда      | Сан-Лоренсо                                                        |
| ------------------------------------------------------------- | ------------ | ------------------------------------------------------------------ |
| УЄФА                                                          | Конфедерація | КОНМЕБОЛ                                                           |
| Переможець Ліги чемпіонів УЄФА 2013/2014                      | Відбір       | Переможець Кубка Лібертадорес 2014                                 |
| Пропустив                                                     | Плей-офф     | Пропустив                                                          |
| Пропустив                                                     | Чвертьфінал  | Пропустив                                                          |
| 4:0 «Крус Асуль» (Рамос 15', Бензема 36', Бейл 50', Іско 72') | Півфінал     | 2:1 д.ч. «Окленд Сіті» (Баррьєнтос 45+2', Берланга 67', Матос 93') |

## Матч

### Деталі
| 20 грудня 2014 19:30 |

| Реал Мадрид        | 2–0      | Сан-Лоренсо |
| ------------------ | -------- | ----------- |
| Рамос 37' Бейл 51' | Протокол |             |

| «Марракеш», Марракеш Глядачів: 38,345 Арбітр: Вальтер Лопес Кастельянос |

| Реал Мадрид | Сан-Лоренсо |

| Реал Мадрид      |    |                   |     |     |
|                  |    |                   |     |     |
| ВР               | 1  | Ікер Касільяс (к) |     |     |
| ЗХ               | 3  | Пепе              |     |     |
| ЗХ               | 4  | Серхіо Рамос      | 22' | 89' |
| ЗХ               | 12 | Марсело           |     | 44' |
| ЗХ               | 15 | Даніель Карвахаль | 30' | 73' |
| ПЗ               | 8  | Тоні Кроос        |     |     |
| ПЗ               | 23 | Іско              |     |     |
| ПЗ               | 10 | Хамес Родрігес    |     |     |
| НП               | 7  | Кріштіану Роналду |     |     |
| НП               | 9  | Карім Бензема     |     |     |
| НП               | 11 | Гарет Бейл        |     |     |
| Запасні:         |    |                   |     |     |
| ВР               | 13 | Кейлор Навас      |     |     |
| ВР               | 25 | Фернандо Пачеко   |     |     |
| ЗХ               | 2  | Рафаель Варан     |     | 89' |
| ЗХ               | 5  | Фабіу Коентрау    |     | 44' |
| ЗХ               | 17 | Альваро Арбелоа   |     | 73' |
| ЗХ               | 18 | Начо Фернандес    |     |     |
| ПЗ               | 6  | Самі Хедіра       |     |     |
| ПЗ               | 24 | Асьєр Ільяраменді |     |     |
| ПЗ               | 26 | Альваро Медран    |     |     |
| НП               | 14 | Хав'єр Ернандес   |     |     |
| НП               | 20 | Хесе Родрігес     |     |     |
| Головний тренер: |    |                   |     |     |
| Карло Анчелотті  |    |                   |     |     |

| Сан-Лоренсо      |    |                    |     |     |
|                  |    |                    |     |     |
| ВР               | 12 | Себастьян Торріко  |     |     |
| ЗХ               | 3  | Маріо Єпес         |     | 61' |
| ЗХ               | 14 | Вальтер Каннеманн  |     |     |
| ЗХ               | 21 | Еммануель Мас      |     |     |
| ПЗ               | 5  | Хуан Мерсьєр (к)   |     |     |
| ПЗ               | 7  | Хуліо Буффаріні    | 55' |     |
| ПЗ               | 8  | Енцо Калінскі      |     |     |
| ПЗ               | 11 | Пабло Баррьєнтос   | 16' |     |
| ПЗ               | 20 | Нестор Ортігоса    | 12' |     |
| НП               | 9  | Мартін Каутеруччо  |     | 68' |
| НП               | 30 | Гонсало Верон      |     | 57' |
| Запасні:         |    |                    |     |     |
| ВР               | 1  | Лео Франко         |     |     |
| ВР               | 33 | Хосе Девеккі       |     |     |
| ЗХ               | 2  | Мауро Сетто        |     | 61' |
| ЗХ               | 27 | Матіас Каталан     |     |     |
| ЗХ               | 29 | Фабрісіо Фонтаніні |     |     |
| ЗХ               | 13 | Раміро Аріас       |     |     |
| ЗХ               | 31 | Факундо Томас      |     |     |
| ПЗ               | 10 | Леандро Романьйолі |     | 57' |
| ПЗ               | 24 | Хуан Кавальяро     |     |     |
| НП               | 15 | Ектор Вільяльба    |     |     |
| НП               | 22 | Ніколас Бланді     |     |     |
| НП               | 26 | Мауро Матос        |     | 68' |
| Головний тренер: |    |                    |     |     |
| Едгардо Бауса    |    |                    |     |     |

| Помічники арбітра: Леонель Леаль Герсон Лопес Четвертий арбітр: Нумандьєз Дуе | Правила матчу - 90 хвилин. - 30 хвилин додаткового часу при необхідності. - Серія післяматчевих пенальті, якщо рахунок залишається рівним. - Дванадцять запасних. - Не більше трьох замін. |